# Staustufe Brzeg Dolny

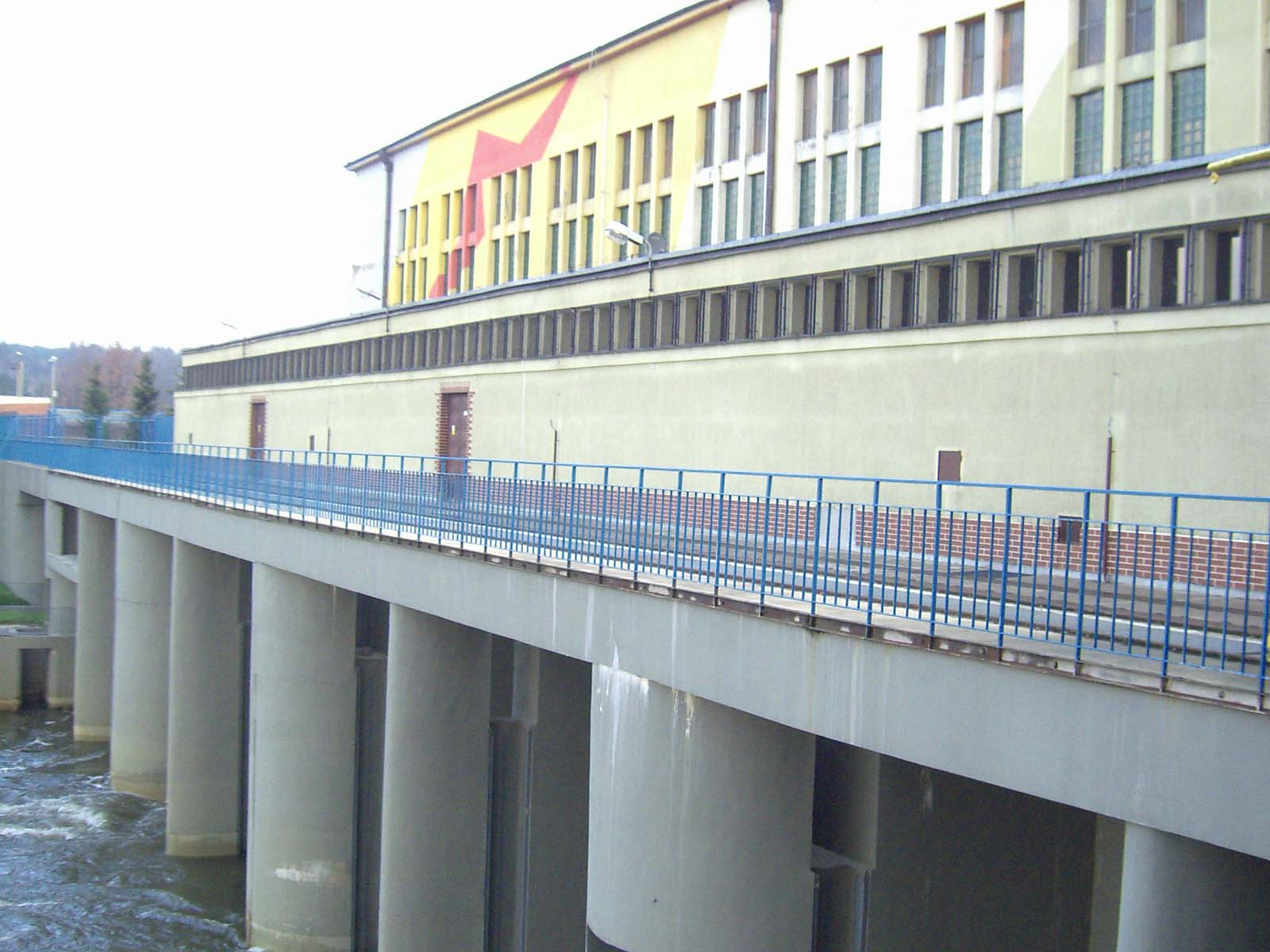
Gebäude des Wasserkraftwerks

Die Staustufe Brzeg Dolny liegt ca. 5 km stromaufwärts von der gleichnamigen Stadt Brzeg Dolny und staut die Oder bei Flusskilometer 280.
Die Anlage besteht aus folgenden wasserbaulichen Teilen:
- einer Wehranlage mit vier Wehrklappen
- einer Schleuse
- einer Fischtreppe
- einer Wasserkraftanlage

Die Wehranlage hat vier Öffnungen mit einer lichten Weite von jeweils 23 m. Durch vier Wehrklappen mit einer Höhe von je 8,5 m kann die Stauhöhe und die Menge des abfließenden Wassers reguliert werden.
Für die Schifffahrt steht die Einkammerschleuse zur Verfügung, die mit einer Länge von 225 m und Breite von 12 m von Frachtschiffen nach CEMT bis zur Wasserstraßenklasse IV (Europaschiff) aber auch von Schub-oder-Koppelverbänden (Klasse Vb) genutzt werden kann.
Über die Fischtreppe läuft eine durchschnittliche Wassermenge von 4,3 m³/s und ermöglicht den Organismen, die baulichen Barrieren zu umgehen.
Das Wasserkraftwerk ist mit einer Leistung von 9,7 MW das gegenwärtig größte der sieben Oderkraftwerke. Es besteht aus vier Turbinen mit einem Schluckvermögen von jeweils 60 m³/s.